# Matt Demaray
Matthew "Matt" Demaray – amerykański zapaśnik walczący w stylu wolnym. Drugi w Pucharze Świata w 1994 roku.
Zawodnik Apple Valley High School i University of Wisconsin. Trzy razy All American (1990 – 1992) w NCAA Division I, pierwszy w 1991 i 1992; siódmy w 1990 roku.
Dwa razy wygrał Big Ten Conference.